# Сирин, Андрей Артурович
Андрей Артурович Сирин (13 февраля 1956 — 17 мая 2023) — советский и российский учёный, специалист в области лесоведения, член-корреспондент РАН (2022). Директор Института лесоведения РАН (2009—2020).

## Биография
Родился 13 февраля 1956 года.
В 1979 году — окончил географический факультет МГУ, специальность «География (физическая география)».
В 1989 году — защитил кандидатскую диссертацию, тема: «Исследование формирования и режима стока с осушенных лесных болот».
В 2000 году — защитил докторскую диссертацию, тема: «Водообмен и структурно-функциональные особенности лесных болот: на примере европейской тайги».
С 1979 года — работал в Институте лесоведения РАН (ИЛАН РАН), пройдя путь от стажера-исследователя до директора (2009—2020), в настоящее время главный научный сотрудник лаборатории болотоведения.
В 2022 году — избран членом-корреспондентом РАН от Отделения биологических наук.
Андрей Артурович Сирин скончался 17 мая 2023 года. Похоронен в Москве, на Ваганьковском кладбище, участок  35.

## Научная деятельность
Специалист в области лесного болотоведения, экологии болотных и лесных экосистем.
Область интересов: гидроэкология болот, биогеохимия углерода, гидрологический цикл, изотопные методы.
Автор более 300 научных работ, включая ряд известных монографий и статей, ведущий автор Руководств Межправительственной группы экспертов по изменению климата — МГЭИК (IPCC) в части водно-болотных угодий (2006, 2013, 2014), Специального доклада МГЭИК «Земля и изменение климата» (2018—2019), «Оценки болот для биоразнообразия и изменения климата», принятой Конвенцией о биологическом разнообразии (2008), автор Региональных оценок по Европе (2017) и Азии (2017) Межправительственной платформы по биоразнообразию и экосистемным услугам (IPBES).
Участвовал в планировании обводнения пожароопасных торфяников Московской области, руководил разработкой методики мониторинга пожароопасных торфяников и оценки эффективности их обводнения в рамках российско-германского проекта «Восстановление торфяных болот в России в целях предотвращения пожаров и смягчения изменения климата», инициированного в ходе встречи глав РФ и ФРГ (Ганновер, 2011). Проект стал победителем конкурса «Момент для перемен — 2017», проводимого Секретариатом РКИК ООН для выделения масштабных инновационных проектов — «маяков» для международного общества в борьбе с изменением климата.
Более 20 лет автор курсов «гидроэкология болот» в МГУ, член редколлегии журналов «Mires and Peat», «Лесоведение», «Лесотехнический журнал», «Использование и охрана природных ресурсов в России» и др., член Советов РАН по лесу, по экологии биологических систем, по космосу.
Эксперт национальной делегации РФ РКИК ООН (с 2005 г.), эксперт (с 2008 г.) и зам. руководителя (с 2015 г.) национальной делегации на конференциях сторон Международной конвенции о водно-болотных угодьях (Рамсарской), контактное лицо НТС конвенции в РФ, в 2019 году избран одним из шести научных экспертов НТС Секретариата конвенции, принимал непосредственное участие в мероприятиях в рамках РКИК ООН, включая Парижский саммит 2015 г., в продвижении позиции РФ о необходимости учёта всех богатых углеродом природных систем, включая болота.
Под его руководством защищено 6 кандидатских диссертаций.

## Награды
- лауреат премии «Хрустальный компас» Русского географического общества в номинации «Издание» (в составе группы, за 2018 год) — за фундаментальное комплексное научно-справочное издание «Экологический атлас России»[4],[5]